# 奥包乌尧尔帕尔
奥包乌尧尔帕尔（匈牙利語：Abaújalpár）是匈牙利包尔绍德-奥包乌伊-曾普伦州所辖的一个村。总面积8.48平方公里，总人口74，人口密度8.7人/平方公里（2011年1月1日）。